# Dalbulus ebberti
Dalbulus ebberti är en insektsart som beskrevs av Nault och Linda Styer 1994. Dalbulus ebberti ingår i släktet Dalbulus och familjen dvärgstritar. Inga underarter finns listade i Catalogue of Life.